# 拉赫达尔·卜拉希米
拉赫达尔·卜拉希米（阿拉伯語：الأخضر الإبراهيمي, al-Akhḍar al-Ibrāhīmī；1934年1月1日—）是一名阿尔及利亚外交官，於2012年至2014年擔任联合国-阿盟叙利亚危机联合特使。曾任联合国特使与顾问，2005年退休。他是全球领袖组成的和平组织 The Elders 的成员。他是关注全球贫穷与法律事务的组织 Commission on Legal Empowerment of the Poor 的成员。他也是 Global Leadership Foundation 的成员。他是伦敦政治经济学院的著名学者，并在法国巴黎政治大学的巴黎国际事务学院任教，并担任斯德哥尔摩国际和平研究所的研究员。
2012年8月底，他接替科菲·安南担任联合国-阿盟叙利亚危机联合特使。来自巴勒斯坦的纳赛尔·基德瓦（Nasser Al-Kidwa）被任命为叙利亚问题副联合特别代表。9月3日，他在接受BBC电视台采访时表示，以外交方式解决叙利亚冲突“几乎不可能”，且为结束冲突所作的努力也还不够，他将全力以赴寻找任何细微的可能突破口。10月21日，他同叙利亚总统阿萨德举行了会晤，希望各方率先实施宰牲节期间停火的倡议。
2014年5月，卜拉希米提出辞呈，将于5月31日正式离职；在他任职三年多期间，由于各方分歧，除了销毁化学武器及部分人道主义救援外，推动政治解决危机一直未取得进展。他说，“在叙利亚处于如此糟糕的状况下从这一职位上离开，他感到非常悲伤，叙利亚危机最终会得到解决，但不知还要再付出多少生命的代价。”